# Xi Cygni
Xi Cygni (62 Cygni) é uma estrela na direção da constelação de Cygnus. Possui uma ascensão reta de 21h 04m 55.86s e uma declinação de +43° 55′ 40.3″. Sua magnitude aparente é igual a 3.72. Considerando sua distância de 1177 anos-luz em relação à Terra, sua magnitude absoluta é igual a −4.07. Pertence à classe espectral K5Ibv SB.